# The Bothy Band
The Bothy Band (kurz auch The Bothies) war eine irische Folkband, die von 1974 bis 1979 existierte. Sie gilt bis heute für viele Folkbands als stilprägend.

## Herkunft des Bandnamens
Bothy Bands waren im 19. Jahrhundert in Schottland Gruppen lediger Landarbeiter, die in Hütten (bothies) lebten und mit dem Musizieren ihr Gehalt aufbesserten.

## Bandgeschichte
Die Bothy Band wurde 1974 infolge einer Feier zum 25-jährigen Bestehen des Plattenlabels Gael Linn als Band von Freizeitmusikern gegründet. Damals gehörten Paddy Glackin (Fiddle) und Tony MacMahon (Akkordeon) zur Band. Sie verließen die Band jedoch 1975, als die übrigen Musiker die Musik zum Beruf machten. Zur Besetzung zählten Matt Molloy (Flöte und Tin Whistle), Paddy Keenan (Uillean Pipes und Tin Whistle), Dónal Lunny (Bouzouki, Gitarre, Bodhrán und Produktion), Triona Ni Dhomnaill (Cembalo, Clavinet und Gesang) und ihr Bruder Mícheál Ó Domhnaill (Gitarre und Gesang). Tommy Peoples ersetzte Paddy Glackin und wurde seinerseits 1976 durch Kevin Burke ersetzt.
Das erste Album der Bothy Band, The Bothy Band, erschien 1975 und erhielt gute Kritiken. Jahrzehnte später wurde es wieder veröffentlicht. Das zweite Album war 1976 Old Hag You Have Killed Me, das noch erfolgreicher war. Das dritte Album der Bothy Band, das 1977 erschienene Out of the Wind, Into the Sun, war bereits ihr letztes Studioalbum. 1979 erschien noch das Live-Album After Hours (Live in Paris).

## Nach der Auflösung der Band
Nachdem sich die Bothy Band aufgelöst hatte, spielten ihre Mitglieder in zahlreichen anderen irischen Bands, wie den Chieftains und den Moving Hearts.
1983 erschien ein Best Of-Album, 1995 ein bis dahin unveröffentlichter Konzertmitschnitt von Radio BBC.
Mícheál Ó Domhnaill starb 2006 an den Folgen eines Sturzes.
Noch heute gilt die Musik der Bothy Band als stilprägend. Irische traditionelle Musik wurde mit starker Dynamik unter Verwendung traditioneller und moderner Instrumente, aber auch der ursprünglich aus Griechenland stammenden Bouzouki, auf hohem künstlerischen Niveau gespielt.

## Diskografie

### LPs
- 1975: The Bothy Band
- 1976: Old Hag You Have Killed Me
- 1977: Out of the Wind, Into the Sun
- 1979: After Hours (Live in Paris)
- 1983: Best of the Bothy Band[3]

### CD
- 1995: The Bothy Band – Live in Convert